# Canal Trinidad
El canal Trinidad está situado en el océano Pacífico en la región austral de Chile, al sur del golfo de Penas, es uno de los canales patagónicos secundarios de la Patagonia chilena. Este canal ofrece una salida más favorable a las naves que se dirigen al océano Pacífico cuando la salida del estrecho de Magallanes no se puede emplear con ventaja.
Administrativamente pertenece a la provincia Última Esperanza de la XII Región de Magallanes y la Antártica Chilena.
Desde hace aproximadamente 6.000 años sus costas fueron habitadas por el pueblo kawésqar.  A comienzos del siglo XXI este pueblo había sido prácticamente extinguido por la acción del hombre blanco.

## Ubicación
Mapa del canal
Comienza por su lado oeste, abierto al océano Pacífico, en un punto ubicado a la cuadra del cabo Primero, en el extremo de la península Corso de la isla Mornington (49°57′02″S 75°36′05″O / -49.95056, -75.60139) y termina por el oriente en el paso Caffin (50°09′04″S 74°44′05″O / -50.15111, -74.73472).
Tiene 38 millas de largo, es profundo y limpio, navegable por todo tipo de naves. Es una buena alternativa para naves que no desean enfrentar los temporales y mar gruesa de la boca occidental del estrecho de Magallanes que se encuentra 160 millas más al sur y también para aquellas que desean evitar posibles atrasos en el cruce de la Angostura Inglesa.

## Geología y orografía
En el pasado se produjo un hundimiento del territorio provocado por el encuentro, frente a la península de Taitao, de tres placas tectónicas: la de Nazca y la Antártica que se mueven hacia el este, y la Sudamericana que se desplaza hacia el oeste. Esta situación ocasionó un notorio hundimiento del borde de la placa Sudamericana bajando los suelos a su nivel actual, lo que se puede comprobar por la fragmentación del territorio y la penetración del mar en los lugares hundidos, surgiendo gran cantidad de islas.
Data de la época terciaria; y es producto de la misma causa geológica que  hizo aparecer primero la cordillera de la Costa y luego la de los Andes. En la edad glacial, tomó su aspecto actual siendo la continuación hacia el sur de la cordillera de la Costa.
Es de origen ígneo por la clase de roca que lo constituye y por su relieve áspero e irregular, característico de las cadenas de erupción.
Las tierras de la costa norte del canal, formada por las islas Wellington y Mornington son bajas y en ellas hay algunos buenos fondeaderos, tales como puerto Charrúa y puerto Alert.
La costa sur conformada por la costa de la isla Madre de Dios tiene cerros escarpados de color gris debido a la piedra caliza, los que a primera vista parecen estar cubiertos por nieve. En ella hay varios esteros, la mayoría profundos.
La corriente de flujo (llena) corre hacia el este y la de reflujo (vaciante) hacia el oeste. El cambio de corriente depende de los vientos reinantes. La corriente tira normalmente a razón de media milla por hora, excepto en los pasos Caffin y Brassey en que aumenta a uno y medio nudos.
El canal cuenta con faros automáticos y balizas como ayudas a la navegación comercial.

## Climatología
La región es afectada continuamente por vientos del oeste y por el paso frecuente de sistemas frontales. Estos sistemas frontales se generan en la latitud 60° S, zona en la que confluyen masas de aire subtropical y masas de aire polar creando un cinturón de bajas presiones que forma los sistemas frontales.
Esta área tiene un clima que se conoce como “templado frío lluviosos” que se extiende desde la parte sur de la X Región de Los Lagos hasta el estrecho de Magallanes. Aquí se registran las máximas cantidades de precipitaciones, en isla Guarello se han alcanzado hasta 9.000 mm anuales.
La nubosidad atmosférica es alta, los días despejados son escasos. La amplitud térmica es reducida, la oscilación anual es de aproximadamente 4 °C con una temperatura media de 9 °C. Precipita durante todo el año siendo más lluvioso hacia el otoño.
Existen solo dos estaciones: verano e invierno. El verano comienza en septiembre y los vientos empiezan a rondan del NW al SW. Los días comienza a ser más largos y en octubre pueden haber algunos días despejados. En los meses de diciembre, enero y febrero los vientos ya soplan casi exclusivamente del SW con gran intensidad.
Las lluvias, en esta estación, son frecuentes pero no tan persistentes como en el invierno y se presentan bajo la forma de fuertes y copiosos chubascos. La mejor época del año es la que va de febrero a abril. En mayo se observan bravezas de mar que traen mucha marejada. En mayo caen las primeras nevazones las que continúan durante todo el invierno. Las nevazones a veces son tan espesas que la visibilidad se ve reducida a no más de 100 metros. El viento ha rondado al NW. Los meses de junio y julio se consideran los peores del año. El mal tiempo es el estado normal de la región, el buen tiempo es un accidente transitorio.
En la mayoría de los senos, esteros y canales las tierras altas hacen cambiar la dirección del viento verdadero. El viento tiende a soplar a lo largo de los canales, siguiendo su dirección y hacia abajo en los valles.
En los puertos y fondeaderos que se encuentran a sotavento de las tierras altas, cuando los chubascos que soplan por lo alto encuentran quebradas o valles, bajan por ellos en forma repentina y violenta, a estos chubascos se les conoce como “williwaws”.
El viento dominante en toda la zona según el mes es: enero del NW – febrero del W – marzo y abril del W – mayo ronda al S – junio cambia al SW – julio y agosto entre el W al SW – septiembre del E y del N – octubre del W – noviembre del W al NW y en diciembre del WNW.

## Flora y fauna
En las laderas y hondonadas de los cerros crece un bosque tupido que se afirma en los intersticios de las rocas, los árboles se entrelazan unos con otros. Normalmente no se desarrollan sobre los 50 metros sobre el nivel del mar, pero donde está resguardado del viento dominante sube hasta los 200 y 300 metros sobre dicho nivel.
Sobre la roca desnuda se observa una formación esponjosa sobre la cual crecen líquenes y musgos desde los cuales surge el agua a la menor presión que se ejerza sobre su superficie. Algunos árboles son el haya, el tepú y el canelo.
El reino animal es muy reducido, se pueden encontrar el zorro y algunos roedores. Hay lobos y nutrias. Entre las aves terrestres y acuáticas podemos encontrar el martín pescador, el tordo, el zorzal, el cisne, el pato, el pingüino, el canquén, la gaviota y el quetro o pato a vapor. Entre los peces se encuentran el róbalo, el pejerrey, el blanquillo y la vieja. Entre los mariscos hay centollas, jaibas, erizos y choros

## Producción

### Producción minera
Sólo se han encontrado minerales de piedra caliza en la isla Guarello el que es extraído y embarcado por la Compañía de Acero del Pacífico y de mármol en la isla Diego de Almagro.

### Producción ganadera
El seno Última Esperanza por la buena calidad de sus pastos es la única parte de esta región donde se ha desarrollado con excelente resultado la crianza de ganado ovejuno, lo que ha originado industrias de carnes frigorizadas, graserías y exportación de lanas.

## Historia
A contar de 1520, con el descubrimiento del estrecho de Magallanes, pocas regiones han sido tan exploradas como la de los canales patagónicos. En las cartas antiguas la región de la Patagonia, entre los paralelos 48° y 50° Sur, aparecía ocupada casi exclusivamente por una gran isla denominada “Campana” separada del continente por el “canal de la nación Calén”, nación que se supuso existió hasta el siglo XVIII entre los paralelos 48° y 49° de latitud sur.
Desde mediados del siglo XX esos canales son recorridos con seguridad por grandes naves de todas las naciones, gracias a los numerosos reconocimientos y trabajos hidrográficos efectuados en esas peligrosas costas.
Por más de 6.000 años estos canales y sus costas han sido recorridas por los kawésqar, indígenas, nómades canoeros. Hay dos hipótesis sobre su llegada a los lugares de poblamiento. Una, que procedían del norte siguiendo la ruta de los canales chilotes y que atravesaron hacia el sur cruzando el istmo de Ofqui. La otra es que procedían desde el sur y que a través de un proceso de colonización y transformación de poblaciones cazadoras terrestres, procedentes de la Patagonia Oriental, poblaron las islas del estrecho de Magallanes y subieron por los canales patagónicos hasta el golfo de Penas. A comienzos del siglo XXI este pueblo había sido prácticamente aniquilado por la acción del hombre blanco.

## Descripción costa norte

### Golfo Trinidad
Mapa del golfo
Se forma en el sector oeste del canal Trinidad entre el lado sur de la isla Mornington y la costa noroeste de la isla Madre de Dios. Las profundidades no son considerables por lo que, aunque haya buen tiempo, se forma una mar corta y arbolada. En su costa norte se encuentra la bahía Bossi, en la parte este están las rocas Seal y en el sureste el puerto Henry.

### Cabo Primero
Mapa del cabo
Según el Derrotero sus coordenadas son 49°50′S 75°37′O / -49.833, -75.617. Es el extremo sur de la península Corso de la isla Mornington. Está formado por una punta larga, baja e inclinada. Hay que darle un veril de más de 3 nmi.

### Rocas Seal
Mapa de las rocas
Según el Derrotero sus coordenadas son 49°55′S 75°20′O / -49.917, -75.333. Están ubicadas al comienzo del lado oeste del canal Trinidad. Ocupan una extensión de ½ nmi en dirección N-S por 1 milla de E-W. Sobre el agua se ven seis puntas de roca de 1,50 metros de altura en las que la mar rompe permanentemente; con buen tiempo son avistadas a 10 nmi de distancia. Las naves pueden pasar  por cualquier lado de las rocas pero es recomendable hacerlo por el sur.

### Puerto Alert
Mapa del puerto
Sus coordenadas según el Derrotero son 49°53′S 75°14′O / -49.883, -75.233 Ubicado 2½ nmi al WNW de la punta Sakkarah en el sector sur de la isla Mornington. Su entrada se reconoce por un barranco blanco de piedra caliza de 45 metros de alto. Para tomar el fondeadero existen balizas de enfilación. Existen peligros señalizados en el plano del puerto. El fondeadero tiene profundidades de 20 a 42 metros apto para naves de cualquier porte. Se puede hacer aguada, hay maderas principalmente ciprés y tepú. Abundante pesca.

### Islas Van
Mapa de las islas
Son dos grupos de islas, grupo oriental y grupo occidental, ubicados 3 nmi al oeste de las islas Malaspina y que abarcan una extensión de 3½ nmi de largo por 1¼ de ancho. Las islas del grupo oriental son más altas que las occidentales, la más alta mide 27 metros y se puede avistar desde 10 nmi de distancia. El grupo occidental es bajo y boscoso. Las aguas entre ambos grupos no son navegables.

### Canal Picton
Mapa del canal
Comienza por el norte entre el extremo NW de la península Wharton y las rompientes Stortebecker. Su extremo sur está entre la isla Memphis y la punta Sakkarah. Une el golfo Ladrillero con el canal Trinidad. Dirección general SSE con un largo de 38 nmi y un ancho medio de 1 milla marina. En la costa del lado este del canal existen una infinidad de senos que se internan en la península Wharton. Es navegable en toda su extensión por naves que tengan menos de 7,60 metros de calado y deben hacerlo con los servicios de un práctico. Debe tenerse precaución en su extremo norte donde se ubica el bajo Picton.

### Islas Malaspina
Mapa de las islas
Situadas en la entrada oeste del Brazo del Norte. Son un numeroso grupo de islas, islotes y rocas. El lado sur está libre de peligros, pueden navegarse hasta ½ nmi de distancia.

### Brazo del Norte
Mapa del brazo
Abre a 6 nmi al NW de las islas Pletey, en la costa la península Wharton de la isla Wellington en la que se interna en dirección general NE por 38 nmi. En su boca tiene 2½ nmi de ancho el que disminuye hasta ½ nmi cuando se llega al fondo del brazo. A 22 nmi de la entrada se bifurca en dos brazos. La costa oeste es más baja y tiene varias abras y bahías. La costa este tiene montañas altas, tales como el monte Staples de 900 metros de alto y el monte Catedral de 735 metros y en la que también se forman quebradas y abras. En 1883 fue explorado por la corbeta alemana Albatross y por el escampavía Toro de la Armada de Chile.

### Islas Pletey
Mapa de las islas
Son un grupo de islas pequeñas y boscosas situadas a 2¼ nmi al oeste de la isla Camel al sur de la isla Wellington. Abarcan una extensión de ½ nmi de largo. La más alta tiene 24 metros. No hay paso navegable entre las islas y la isla Wellington.

### Fondeadero Kathleen
Mapa del fondeadero
Sus coordenadas según el Derrotero son 50°02′S 74°47′O / -50.033, -74.783. Es fácil de reconocer por la isla Camel que es la parte sur del surgidero. El fondo del fondeadero es de rocas con arcilla azul. El mejor surgidero se encuentra en 27 metros de profundidad. Es un buen lugar para apreciar el estado del mar y del tiempo en el canal Trinidad.

### Isla Camel
Mapa de la isla
Ubicada 1¼ nmi al oeste del puerto Charrúa. Es muy notable vista desde el oeste porque es una masa solitaria de 439 metros de alto de forma rectangular con dos prominencias en su cima, tiene un largo de 2 nmi y un ancho de ½ nmi a 90°.

### Puerto Charrúa
Mapa del puerto
Situado según el Derrotero en 50°02′S 74°43′O / -50.033, -74.717 en el sector norte del paso Brassey. 2¾ nmi al oeste del cabo Sommerset se abre hacia el occidente un estero en cuyo brazo norte se encuentra puerto Charrúa que ofrece un fondeadero abrigado en 12 metros de agua y fondo de fango. Su costa oeste está espaldada por los montes Normanhurst que se alzan hasta 625 metros.

### Paso Brassey
Mapa del paso
Se forma entre el extremo SE de la isla Wellington y el lado norte de la isla Tópar. Tiene 2 nmi de ancho medio y un largo de 8 nmi comunicando el extremo SW del canal Trinidad con el canal Wide. Es profundo y libre de peligros. La corriente de flujo se dirige hacia el este y la de reflujo hacia el oeste. En los equinoccios la corriente tira 1½ nmi por hora.

### Isla Tópar
Mapa de la isla
Situada 1½ nmi al SSW del cabo Somerset de la isla Wellington. Divide la entrada oriental del canal Trinidad en dos pasos: Brassey y Caffin. Boscosa hasta una altura de 240 metros. Tiene 658 metros de alto con su cumbre de roca desnuda y plana como una mesa. A media milla de su costa sureste se encuentran los islotes Moreton que marcan el extremo sur del canal Wide e inicio del canal Concepción. En su extremo NE, en la punta Sunbeam, hay instalado un faro automático. Sus costas están libres de arrecifes.

## Descripción costa sur

### Cabo Rugged
Mapa del cabo
Sus coordenadas según el Derrotero son 50°01′S 75°25′O / -50.017, -75.417. Es el extremo occidental de la isla Madre de Dios, en él finaliza una cadena de cerros llamada Sierra Tudor. Es una masa de rocas de forma piramidal, sucio en todo su contorno hasta 2 y 3 nmi. Su enfilación con el cabo Primero señala el límite occidental del golfo Trinidad.

### Puerto Henry
Mapa del puerto
Sus coordenadas según el Derrotero son 50°00′S 75°22′O / -50.000, -75.367. Situado en el ángulo SE del golfo Trinidad y sobre la costa NW de la isla Madre de Dios. Su entrada está entre las islas Seymour y los islotes Aragón. Se extiende hacia el sur por ½ nmi por un ancho aproximado de 3 cables. Recomendable solo para naves chicas y siempre que haya buen tiempo.

### Isla Látimer
Mapa de la isla
Incrustada en la costa norte de la isla Madre de Dios. En el lado sur del canal Trinidad es la segunda en tamaño. Tiene 3 nmi de largo en sentido N-S y un mayor ancho de 1½ nmi a 90°. En el lado oeste tiene un cerro de 293 metros de alto. Por sus costados se forman los senos Crammer y Wolsey.

### Puerto Rosario
Mapa del puerto
Sus coordenadas según el Derrotero son 50°00′S 75°10′O / -50.000, -75.167. Situado 3½ nmi al oeste de la isla Pilot. Su fondeadero tiene una extensión de ½ nmi. Su entrada está entre un islote de 4,50 metros de alto y boscoso y una roca negra de forma dentada y 1,20 metros de alto. El mejor fondeadero se encuentra en 32 metros de agua, lecho de fango y arena.

### Isla Pilot
Mapa de la isla
Situada cerca de la costa norte de la isla Madre de Dios. Es la de mayor tamaño en la costa sur del canal Trinidad. Mide 4½ nmi de largo en dirección N-S y 2 nmi de mayor ancho a 90° . Por su lado este se encuentra la península Coppinger de la isla Madre de Dios y por su costado occidental se encuentran la isla Hernando y el seno Lamero. Tiene 480 metros de alto. Su extremo noreste es el cabo Candelaria que tiene la forma de un cono, su altura es de 315 metros.

### Seno Delgado
Mapa del seno
Abre en la costa norte de la isla Madre de Dios entre la península Coppinger y la costa occidental de la península Brazo. Es una entrada de 4 nmi en dirección SSE que tiene además dos brazos secundarios: bahía East y Ancón del Sudoeste. Al fondo del brazo principal se encuentra puerto Delgado que no sirve como fondeadero y donde hay una senda empleada por los kawésqar para transportar sus canoas hasta el canal Concepción.

### Isla Medio
Mapa de la isla
Ubicada 1¼ nmi al oeste de la isla Tópar y en el extremo noroeste del paso Caffin. Es pequeña, ¾ nmi de largo y 45 metros de alto cubierta de bosque muy tupido. Las naves pueden navegar por cualquiera de sus lados a un distancia mínima de 2 cables. En su extremo oeste hay instalado un faro automático.

### Paso Caffin
Mapa del paso
Se forma entre la costa NE de la isla Madre de Dios y el lado SW de la isla Tópar. Tiene 3 nmi de largo y 1½ nmi de ancho. En el centro hay profundidades entre los 58 y los 388 metros. Une el canal Trinidad con el canal Concepción.